# Western Hockey League
Western Hockey League (užívá zkratku WHL, česky Západní hokejová liga) je jedna z trojice nejprestižnějších juniorských lig v Kanadě a USA. Dalšími soutěžemi jsou Ontario Hockey League a Quebec Major Junior Hockey League. V těchto soutěžích působí největší talenty zámořského hokeje, v posledních letech mají se tendenci do nich přesouvat i mladí Evropané. V soutěži smí hrát hráči od 16 let (v případě velkého talentu se udělují výjimky). Hokejista v lize působnost ukončí v sezoně, na jejímž konci je mu 21 let.
V lize hraje 17 kanadských a 5 amerických mužstev. Vítěz soutěže vyhrává trofej Ed Chynoweth Cup a získává právo bojovat s vítězi OHL a QMJHL o Memorial Cup v národním juniorském šampionátu. Liga byla založena v roce 1966 a nejúspěšnějším klubem je Kamloops Blazers, který získal šest titulů. V letech 1966–1968 se soutěž jmenovala Western Canada Junior Hockey League a v letech 1968–1978 Western Canada Hockey League.
Prvním Čechem v soutěži byl v sezoně 1988/89 Petr Nedvěd v dresu Seattle Thunderbirds. Vítěz WHL celkem 18x získal primát v Memorial Cupu.

## Týmy

### Východní konference

#### Východní divize
- Brandon Wheat Kings
- Moose Jaw Warriors
- Prince Albert Raiders
- Regina Pats
- Saskatoon Blades
- Swift Current Broncos

#### Centrální divize
- Calgary Hitmen
- Edmonton Oil Kings
- Kootenay Ice
- Lethbridge Hurricanes
- Medicine Hat Tigers
- Red Deer Rebels

### Západní konference

#### Britskokolumbijská divize
- Kamloops Blazers
- Kelowna Rockets
- Prince George Cougars
- Vancouver Giants
- Victoria Royals

#### Americká divize
- Everett Silvertips
- Portland Winter Hawks
- Seattle Thunderbirds
- Spokane Chiefs
- Tri-City Americans

## Přehled finále soutěže

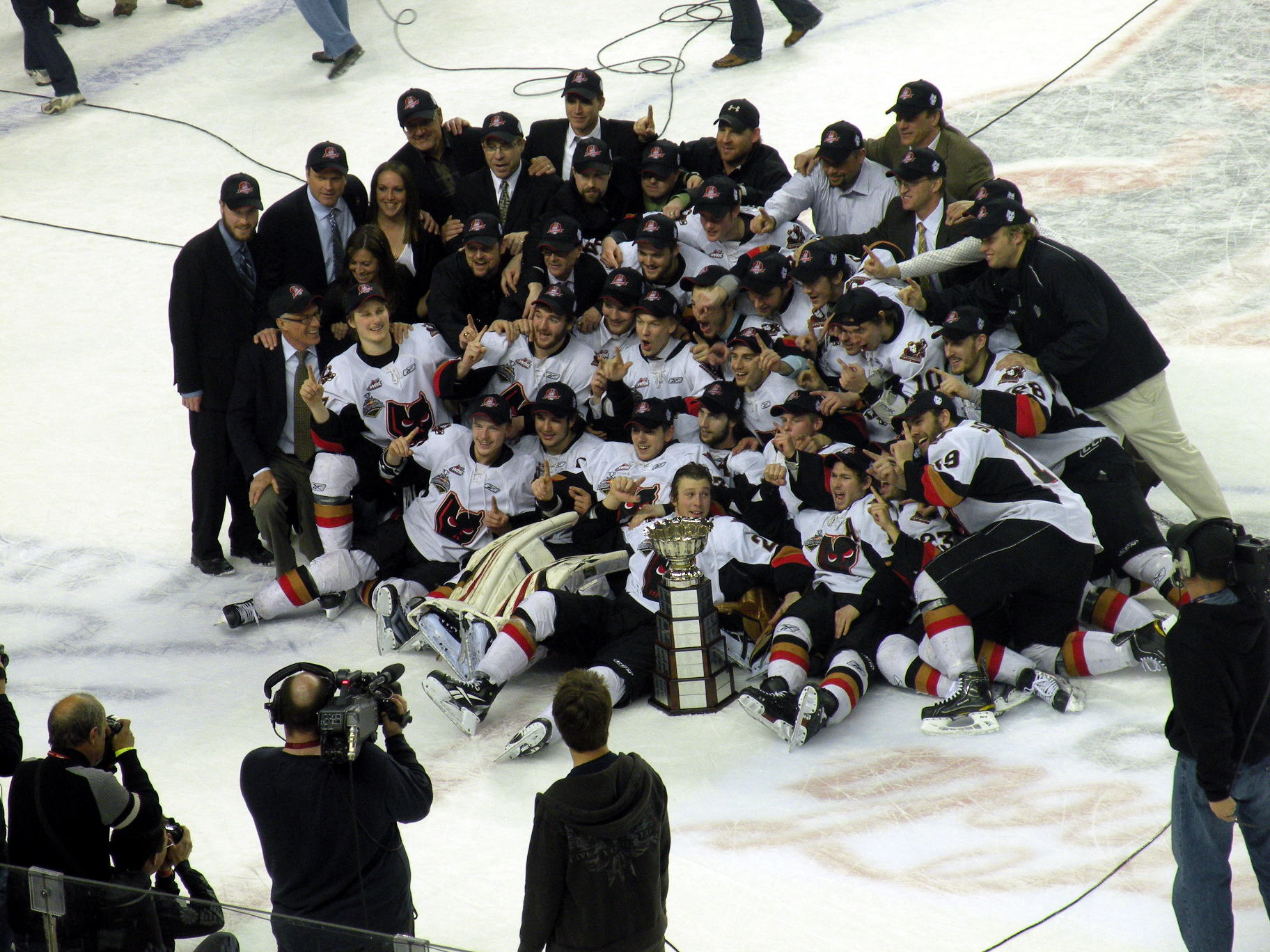
Calgary Hitmen se radují z vítězství v soutěži po sezoně 2009/2010

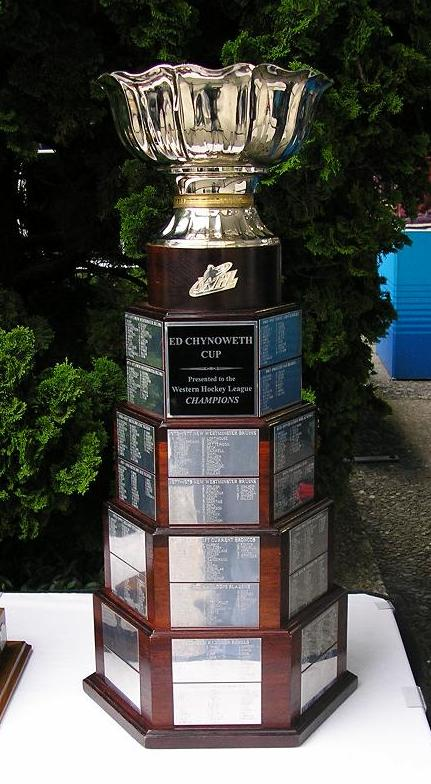
Ed Chynoweth Cup – trofej pro vítěze play off

| Sezona  | Vítěz                                      | Poražený finalista                         | Konečný stav série                         |
| ------- | ------------------------------------------ | ------------------------------------------ | ------------------------------------------ |
| 1966/67 | Moose Jaw Canucks                          | Regina Pats                                | 4–1                                        |
| 1967/68 | Estevan Bruins                             | Flin Flon Bombers                          | 4–0 (1 remíza)                             |
| 1968/69 | Flin Flon Bombers                          | Edmonton Oil Kings                         | 4–2                                        |
| 1969/70 | Flin Flon Bombers                          | Edmonton Oil Kings                         | 4–0                                        |
| 1970/71 | Edmonton Oil Kings                         | Flin Flon Bombers                          | 4–1                                        |
| 1971/72 | Edmonton Oil Kings                         | Regina Pats                                | 4–1 (1 remíza)                             |
| 1972/73 | Medicine Hat Tigers                        | Saskatoon Blades                           | 3–0 (2 remízy)                             |
| 1973/74 | Regina Pats                                | Calgary Centennials                        | 4–0                                        |
| 1974/75 | New Westminster Bruins                     | Saskatoon Blades                           | 4–3                                        |
| 1975/76 | New Westminster Bruins                     | Saskatoon Blades                           | 4–2 (1 remíza)                             |
| 1976/77 | New Westminster Bruins                     | Brandon Wheat Kings                        | 4–1                                        |
| 1977/78 | New Westminster Bruins                     | Billings Bighorns                          | 4–0                                        |
| 1978/79 | Brandon Wheat Kings                        | Portland Winter Hawks                      | 4–2                                        |
| 1979/80 | Regina Pats                                | Victoria Cougars                           | 4–1                                        |
| 1980/81 | Victoria Cougars                           | Calgary Wranglers                          | 4–3                                        |
| 1981/82 | Portland Winter Hawks                      | Regina Pats                                | 4–1                                        |
| 1982/83 | Lethbridge Broncos                         | Portland Winter Hawks                      | 4–1                                        |
| 1983/84 | Kamloops Blazers                           | Regina Pats                                | 4–3                                        |
| 1984/85 | Prince Albert Raiders                      | Kamloops Blazers                           | 4–0                                        |
| 1985/86 | Kamloops Blazers                           | Medicine Hat Tigers                        | 4–1                                        |
| 1986/87 | Medicine Hat Tigers                        | Portland Winter Hawks                      | 4–3                                        |
| 1987/88 | Medicine Hat Tigers                        | Kamloops Blazers                           | 4–2                                        |
| 1988/89 | Swift Current Broncos                      | Portland Winter Hawks                      | 4–0                                        |
| 1989/90 | Kamloops Blazers                           | Lethbridge Hurricanes                      | 4–1                                        |
| 1990/91 | Spokane Chiefs                             | Lethbridge Hurricanes                      | 4–0                                        |
| 1991/92 | Kamloops Blazers                           | Saskatoon Blades                           | 4–3                                        |
| 1992/93 | Swift Current Broncos                      | Portland Winter Hawks                      | 4–3                                        |
| 1993/94 | Kamloops Blazers                           | Saskatoon Blades                           | 4–3                                        |
| 1994/95 | Kamloops Blazers                           | Brandon Wheat Kings                        | 4–2                                        |
| 1995/96 | Brandon Wheat Kings                        | Spokane Chiefs                             | 4–1                                        |
| 1996/97 | Lethbridge Hurricanes                      | Seattle Thunderbirds                       | 4–0                                        |
| 1997/98 | Portland Winter Hawks                      | Brandon Wheat Kings                        | 4–0                                        |
| 1998/99 | Calgary Hitmen                             | Kamloops Blazers                           | 4–1                                        |
| 1999/00 | Kootenay Ice                               | Spokane Chiefs                             | 4–2                                        |
| 2000/01 | Red Deer Rebels                            | Portland Winter Hawks                      | 4–1                                        |
| 2001/02 | Kootenay Ice                               | Red Deer Rebels                            | 4–2                                        |
| 2002/03 | Kelowna Rockets                            | Red Deer Rebels                            | 4–2                                        |
| 2003/04 | Medicine Hat Tigers                        | Everett Silvertips                         | 4–0                                        |
| 2004/05 | Kelowna Rockets                            | Brandon Wheat Kings                        | 4–1                                        |
| 2005/06 | Vancouver Giants                           | Moose Jaw Warriors                         | 4–0                                        |
| 2006/07 | Medicine Hat Tigers                        | Vancouver Giants                           | 4–3                                        |
| 2007/08 | Spokane Chiefs                             | Lethbridge Hurricanes                      | 4–0                                        |
| 2008/09 | Kelowna Rockets                            | Calgary Hitmen                             | 4–2                                        |
| 2009/10 | Calgary Hitmen                             | Tri-City Americans                         | 4–1                                        |
| 2010/11 | Kootenay Ice                               | Portland Winterhawks                       | 4–1                                        |
| 2011/12 | Edmonton Oil Kings                         | Portland Winterhawks                       | 4–3                                        |
| 2012/13 | Portland Winterhawks                       | Edmonton Oil Kings                         | 4–2                                        |
| 2013/14 | Edmonton Oil Kings                         | Portland Winterhawks                       | 4–3                                        |
| 2014/15 | Kelowna Rockets                            | Brandon Wheat Kings                        | 4–0                                        |
| 2015/16 | Brandon Wheat Kings                        | Seattle Thunderbirds                       | 4–1                                        |
| 2016/17 | Seattle Thunderbirds                       | Regina Pats                                | 4–2                                        |
| 2017/18 | Swift Current Broncos                      | Everett Silvertips                         | 4–2                                        |
| 2018/19 | Prince Albert Raiders                      | Vancouver Giants                           | 4–3                                        |
| 2019/20 | sezona nedohrána kvůli pandemii koronaviru | sezona nedohrána kvůli pandemii koronaviru | sezona nedohrána kvůli pandemii koronaviru |
| 2020/21 | sezona nedohrána kvůli pandemii koronaviru | sezona nedohrána kvůli pandemii koronaviru | sezona nedohrána kvůli pandemii koronaviru |
| 2021/22 | Edmonton Oil Kings                         | Seattle Thunderbirds                       | 4–2                                        |
| 2022/23 | Seattle Thunderbirds                       | Winnipeg Ice                               | 4-1                                        |
| 2023/24 | Moose Jaw Warriors                         | Portland Winterhawks                       | 4-0                                        |

## Trofeje a ocenění
- Ed Chynoweth Cup— Mistři v play-off WHL
- Scotty Munro Memorial Trophy— Mistři základní části WHL
- Four Broncos Memorial Trophy— Nejlepší hráč roku
- Daryl K. (Doc) Seaman Trophy— Hráč, který skloubil nejlépe sportovní a studijní výsledky
- Bob Clarke Trophy— Nejproduktivnější hráč
- Brad Hornung Trophy— Hráč prokáživší největšího sportovního ducha
- Bill Hunter Memorial Trophy— Nejlepší obránce
- Jim Piggott Memorial Trophy— Nováček roku
- Del Wilson Trophy— Nejlepší brankář
- Dunc McCallum Memorial Trophy— Trenér roku
- Lloyd Saunders Memorial Trophy— Zaměstnanec roku
- Allen Paradice Memorial Trophy— Nejlepší rozhodčí
- St. Clair Group Trophy— Nejvýraznější osobnost VIP
- Doug Wickenheiser Memorial Trophy— Hráč nejvíce pomáhající na humanitárních akcích
- WHL Plus-Minus Award – Nejlepší hráč v +/−
- airBC Trophy— Nejužitečnější hráč v play-off